# Bengt Hallgren (konstnär)
Bengt Rudolf Hallgren, född 15 april 1924 i Hornmyr i Lycksele församling i Västerbottens län, död 29 september 1986 i Vindelns församling, var en svensk reklamtecknare och målare.
Hallgren var utbildad reklamtecknare men autodidakt som konstnär. Bland hans offentliga arbeten märks tre målningar på ålderdomshemmet i Vindeln. Hans konst består av norrländska landskapsmålningar i en realistisk anda och målningar med hästar.